# Drifting (chanson de Jimi Hendrix)
Pour les articles homonymes, voir Drifting.
Pistes de First Rays of the New Rising Sun
Ezy Ryder
(7) Beginnings
(9)
Drifting est une chanson de Jimi Hendrix parue dans les albums posthumes The Cry of Love (1971), et First Rays of the New Rising Sun (1997). Elle est une des chansons du dernier album du guitariste à être terminée post-mortem.

## Analyse
Drifting est une ballade de l'album First Rays of the New Rising Sun. C'est une composition récente de Hendrix, qui sera l'objet des sessions des 25 et 29 juin, 23 juillet et 20 août 1970. Inachevé à la mort de Jimi Hendrix, le titre connaîtra deux ajouts post mortem : d'une part Mitch Mitchell réenregistrera sa partie de batterie (dont le jeu de cymbale en introduction est à souligner), et d'autre part, Buzzy Linhart (qui a connu Hendrix), enregistra le 20 novembre 1970 une partie de vibraphone, dans le respect des intentions de Hendrix qui hésitait entre un vibraphone ou une autre guitare rythmique. A l'écoute, il est impossible de se douter que le titre n'était pas terminé, tant il semble achevé. La voix de Hendrix, posée et sans artifice, est émouvante. Sa maîtrise des parties de guitare inversées impressionne : la beauté des timbres est telle qu'on dirait une voix humaine par moments.

## Personnel
- Jimi Hendrix : chant, guitares, production
- Mitch Mitchell : batterie
- Billy Cox : basse
- Buzzy Linhart : vibraphone
- Eddie Kramer : ingénieur du son, production